# Knut (urso-polar)
Knut (Berlim, 5 de dezembro de 2006 - Berlim, 19 de março de 2011) foi o primeiro urso-polar a nascer no Jardim Zoológico de Berlim em mais de 30 anos.

## Biografia
Knut nasceu com 810 gramas e foi rejeitado por sua mãe, Tosca, com 21 anos na época, logo após seu nascimento. Quatro dias depois, seu irmão gêmeo morreu. Dai para frente ele passou a ser tratado pelos funcionários do zoológico, especialmente por Thomas Dörflein, que o amamentava até 12 vezes por dia.
Ganhou notoriedade internacional depois que "ativistas ecológicos" pediram que ele fosse sacrificado ao invés de ser criado por humanos os quais, segundo eles, estariam "mimando" o urso.
Sua primeira saída em público foi no dia 23 de março de 2007, e mais de 500 fotógrafos e equipes de televisão internacionais estavam a sua espera.
Knut foi, ainda, fotografado pela renomada Annie Leibovitz, que é uma das preferidas entre os famosos. Foi capa da revista Vanity Fair alemã e americana de abril de 2007.
No dia 19 de abril de 2007, o zoológico de Berlim recebeu uma mensagem escrita a mão por fax, dizendo que o urso seria assassinado no mesmo dia, mas nada aconteceu.
Em outubro de 2010 ele é trocado de lugar no zoológico de Berlim pois estava sendo mal tratado por outros ursos. Segundo a imprensa britânica, o  urso-polar, Knut, está a ser constantemente agredido por parte das três colegas, Tosca, Nancy e Katyuscha, com quem supostamente deveria começar a reproduzir partir do ano seguinte.

Knut em janeiro de 2011

### Morte
No dia 19 de março de 2011, na frente de visitantes, Knut levantou-se da pedra onde tomava sol e começou a andar em círculos, depois caindo na água. Seu corpo começou a boiar sem movimento, e os funcionários do zoológico constataram que ele estava morto. A autópsia constatou que Knut tinha anomalias cerebrais e morreu de um ataque epiléptico — ele provavelmente herdou a doença de seu pai, o urso Lars, que também era epiléptico. A morte do urso foi registrado em vídeo.